# Carsten Sieling
Carsten Sieling (ur. 13 stycznia 1959 w miejscowości Nienburg (Weser)) – niemiecki polityk, działacz związkowy, ekonomista i samorządowiec, członek Socjaldemokratycznej Partii Niemiec (SPD), poseł do Bundestagu, od 2015 do 2019 burmistrz Bremy.

## Życiorys
W 1975 ukończył Realschule Nienburg, po czym kształcił się w przedsiębiorstwie przemysłowym Telefunken GmbH, gdzie następnie pod koniec lat 70. pracował. W 1982 został absolwentem Hochschule für Wirtschaft und Politik w Hamburgu, a w 1988 studiów ekonomicznych na Uniwersytecie w Bremie. W latach 1985–1986 studiował na University of Maryland. Od 1988 do 1989 pracował w organizacji pracowniczej Arbeiterwohlfahrt, następnie na macierzystym uniwersytecie, w agencji promocji zatrudnienia i jako sekretarz w regionalnej izbie pracy. W 1999 doktoryzował się w zakresie ekonomii.
Zaangażował się w działalność polityczną w ramach socjaldemokratycznej młodzieżówki Jusos, a także SPD, do której wstąpił w 1976. Dołączył też do organizacji związkowych IG Metall oraz ver.di. W 1993 został członkiem zarządu socjaldemokratów w Bremie, od 2004 do 2006 stał na czele struktur SPD w kraju związkowym Brema. W 1995 po raz pierwszy objął mandat posła do Bremische Bürgerschaft, w bremeńskim landtagu zasiadał do 2009, od 2005 przewodniczył frakcji deputowanych swojej partii. W 2009 został wybrany do Bundestagu, w 2013 z powodzeniem ubiegał się o reelekcję.
W lipcu 2015 odszedł z federalnego parlamentu w związku z objęciem urzędu prezydenta Senatu i burmistrza Wolnego Hanzeatyckiego Miasta Bremy. Zastąpił na tym stanowisku Jensa Böhrnsena. W maju 2019 socjaldemokraci przegrali w Bremie kolejne wybory regionalne. SPD utrzymała jednak władzę w mieście, sam Carsten Sieling zrezygnował wówczas z ubiegania się o ponowny wybór, kończąc urzędowanie w sierpniu tegoż roku.
Carsten Sieling jest żonaty, ma troje dzieci.